# 久曾神昇

久曾神昇

久曾神 昇（きゅうそじん ひたく、1909年5月31日 - 2012年9月23日）は、日本の国文学者。学位は、文学博士（東北大学・1962年）（学位論文「古今和歌集成立論」）。愛知大学第9代学長。勲二等瑞宝章。

## 来歴・人物
愛知県渥美郡牟呂吉田村高州（現・愛知県豊橋市高洲町）生まれ。第一高等学校を経て、1934年、東京帝国大学文学部国文学科卒業。1938年、同大学院退学。福岡女子専門学校教授。応召先のシンガポールで捕虜となる。
1946年に復員し、愛知大学予科教授、1949年、愛知大学教授、1970年、文学部長、愛知大学理事、1972年、学長および理事長を歴任。1984年退任、名誉教授、勲二等瑞宝章、1985年、中華人民共和国南開大学名誉教授。
1962年、「古今和歌集成立論」により東北大学から文学博士の学位を授与され、また中日文化賞受賞。古代和歌を研究し著書多数。百歳を超えてなお現役の学者であった（自伝『古今和歌集への道』より）。
2012年、自宅のある豊橋市内の病院で死去。享年103。

## 著書

### 単著
- 伝宗尊親王筆歌合巻の研究 尚古会 1937
- 校本八雲御抄とその研究 厚生閣 1939

　顕昭・寂蓮
- 『顕昭・寂蓮』三省堂、1942年。
- 『万葉秀歌鑑賞』高須書房〈教養新書〉、1949年。
- 『古今和歌集成立論 第1 (資料編 上)』風間書房、1960年。
- 『古今和歌集成立論 第2 (資料編 中)』風間書房、1960年。
- 『古今和歌集成立論 第3 (資料編 下)』風間書房、1960年。
- 『古今和歌集成立論 第4 (研究編 )』風間書房、1961年。
- 『三十六人集』塙書房〈塙選書 第4〉、1960年。
- 『西本願寺本三十六人集精成』風間書房、1966年。
- 『国文学の教養』風媒社、1968年。
- 『平安時代仮名書状の研究』風間書房、1968年。
  - 『平安時代仮名書状の研究』（増補改訂版）風間書房、1992年。

　後西天皇宸翰色紙帖の研究
- 『後西天皇宸翰色紙帖の研究』未刊国文資料刊行会、1976年。

　後奈良天皇宸翰短冊覚書
- 『後奈良天皇宸翰短冊覚書』未刊国文資料刊行会、1976年。
- 『仮名古筆の内容的研究』ひたく書房、1980年。

　昭和美術館蔵伝津守国夏筆建礼門院右京大夫集と研究
- 『昭和美術館蔵伝津守国夏筆建礼門院右京大夫集と研究』ひたく書房、1982年。

　俊景本宇津保物語と研究 全3巻 
- 『俊景本宇津保物語と研究 第1巻』ひたく書房、1983年。
- 『俊景本宇津保物語と研究 第2巻』ひたく書房、1984年。
- 『俊景本宇津保物語と研究 第3巻』ひたく書房、1985年。
- 『三河地方と古典文学』名著出版〈愛知大学綜合郷土研究所研究叢書 4〉、1989年。
- 『古今集古筆資料集』風間書房、1990年。
- 『古筆切影印解説 久曽神コレクション 1（古今集編）』風間書房、1995年。
- 『古筆切影印解説 久曽神コレクション 2（六勅撰集編）』風間書房、1996年。
- 『古筆切影印解説 久曽神コレクション 3（新古今集編）』風間書房、1999年。
- 『古筆切影印解説 久曽神コレクション 4（十三代集編・索引）』（久曽神昇、日比野浩信、鶴田大 著）風間書房、2010年。
- 『中古中世仮名書状集』風間書房、2000年。
- 『古今和歌集への道 国文学研究七十七年』思文閣出版、2004年。
- 『萬葉集論攷』万葉書房〈万葉叢書 9〉、2009年。

### 共著・編纂・校訂など
- 古今和歌集綜覧 七条書房 1937
- 崇徳天皇御本古今和歌集 文明社 1940
- 八代列聖御集 文明社 1940
- 古今・新古今・新葉集 文明社 1940
- 芸術論集 湯川弘文社 1943
- 国寳西本願寺三十六人集 飯島春敬共編 越後屋書房 1944
- 歌合巻 伝宗尊親王筆本 古典文庫 1950
- 平安稀覯撰集 古典文庫 1952
- 苔の衣 古典文庫 1954
- 定家自筆本物語二百番歌合と研究 竹本元晛共編 未刊国文資料刊行会 1955
- 勝命本大和物語と研究 山本寿恵子共編 未刊国文資料刊行会 1957
- 新撰万葉集と研究 未刊国文資料刊行会 1958
- 建久二年俊成本古今和歌集と研究 竹本元晛共編 未刊国文資料刊行会 1959
- 新勅撰和歌集 樋口芳麻呂と校訂 1961 (岩波文庫)
- 日本歌学大系 別巻 第3-10風間書房 1964-1997
- 後撰和歌集(雲州本)と研究 深谷礼子共編 未刊国文資料刊行会 1968
- 熱田本懐紙和歌集と研究 則包文枝共編 未刊国文資料刊行会 1969
- 物語和歌総覧 樋口芳麻呂共編 風間書房 1974-76
- 竹取物語 古典研究会 1974
- 古今和歌集 全訳注 全4冊 1979-83 (講談社学術文庫)
- 西行全集 伊藤嘉夫共編 ひたく書房 1981.2
- 日本歌学大系 第10巻 (総索引) 樋口芳麻呂共編 風間書房 1986.4
- 中山切古今和歌集 汲古書院 1990.5
- 穂久邇文庫蔵後拾遺和歌集と研究 奥野富美子共編 未刊国文資料刊行会 1990.6
- 平安仮名書状集 汲古書院 1992.11
- 不空三蔵表制集 汲古書院 1993.5
- 和漢朗詠集切集成 汲古書院 1998.6
- 私撰集残簡集成 汲古書院 1999.11
- 源氏物語断簡集成 汲古書院 2000.12
- 物語古筆断簡集成 汲古書院 2002.1
- 陽明文庫本袋草紙と研究 日比野浩信共編 未刊国文資料刊行会 2003.4
- 和歌懐紙集成 汲古書院 2005.8